# Ханс Петер Бригел
Ханс Петер Бригел (Роденбах, 11. октобар 1955) бивши је немачки фудбалер и фудбалски тренер, а играо је на позицијама играча средине терена и одбрамбеног играча.
Бригел је био један од најпопуларнијих немачких играча, а првобитно се бавио атлетиком и остваривао успехе у дисциплинама као што су скок у даљ и троскок. Био је најуспешнији спортиста у родном Роденбаху, а када је имао седамнаест година почео је да се бави фудбалом у клубу Роденбах. Током играчих дана био је на позицијама левог бека и дефанзивног везног играча.

## Каријера

### Клупска каријера
Бригел је отишао на тренинг Кајзерслаутерна, показао се играч са великом физичком снагом, али се није побољшавао како је ишло време. Након тога, почео је да игра дефанзивног везног играча. Дана 10. априла 1976. године Ерик Рибек довео је Бригела као подмладак у први тим, где су остврарили победу 4:3 над ФК Бајерн Минхеном. До 1984. године остао је у екипи Кајзерслаутерна, пре него што је прешао у Верону у Италију. У Верони се афирмисао као играч, стекао је углед у Серији А.

### Репрезентативна каријера
Први утакмицу за репрезентацију одиграо је у октобру 1979. године на квалификацијама за Европско првенство 1980. године, на мечу против репрезентације Велса. Након тога играо је за Западну Немачку на Светском првенству 1982. године, као и на Европском првенству 1984. године. Бригел је такође играо на Светском купу у Мексику 1986. године.

### Тренерска каријера
Године 1989. почео је да тренира Гларус, клуб из Швајцарске, а након тога тренирао је немачког нижелигаша Еденкобена, да би након тога од 1994. до 1995. године тренирао Ватеншелд 09. Након тога престао је да се бави тренерским послом и постао спортски директор Кајзерслаутерна 1996. године. Од посла спортског директора одустао је у октобру 1997. године. Понуду фудбалског савеза Албаније прихватио је у децембру 2002. године и постао тренер Албаниј. Након тога тренирао је од 2006. до 2007. године Бахреин, а након тога тренирао је турски клуб из Анкере, Анкарагуџу, током 2007. године. 

## Статистика каријере
| Клупске перформансе | Клупске перформансе | Клупске перформансе | Лига | Лига | Куп         | Куп         | Лигашки куп | Лигашки куп | Континентални куп | Континентални куп | Укупно | Укупно |
| Сезона              | Клуб                | Лига                | Ута  | Гол  | Ута         | Гол         | Ута         | Гол         | Ута               | Гол               | Ута    | Гол    |
| Немачка             | Немачка             | Немачка             | Лига | Лига | Куп Немачке | Куп Немачке | Остало      | Остало      | УЕФА              | УЕФА              | Укупно | Укупно |
| ------------------- | ------------------- | ------------------- | ---- | ---- | ----------- | ----------- | ----------- | ----------- | ----------------- | ----------------- | ------ | ------ |
| 1975–76 Бундеслига  | Кајзерслаутерн      | Бундеслига          | 7    | 1    |             |             |             |             |                   |                   |        |        |
| 1976–77 Бундеслига  | Кајзерслаутерн      | Бундеслига          | 15   | 1    |             |             |             |             |                   |                   |        |        |
| 1977–78 Бундеслига  | Кајзерслаутерн      | Бундеслига          | 22   | 4    |             |             |             |             |                   |                   |        |        |
| 1978–79 Бундеслига  | Кајзерслаутерн      | Бундеслига          | 31   | 4    |             |             |             |             |                   |                   |        |        |
| 1979–80 Бундеслига  | Кајзерслаутерн      | Бундеслига          | 33   | 7    |             |             |             |             |                   |                   |        |        |
| 1980–81 Бундеслига  | Кајзерслаутерн      | Бундеслига          | 34   | 6    |             |             |             |             |                   |                   |        |        |
| 1981–82 Бундеслига  | Кајзерслаутерн      | Бундеслига          | 32   | 13   |             |             |             |             |                   |                   |        |        |
| 1982–83 Бундеслига  | Кајзерслаутерн      | Бундеслига          | 33   | 8    |             |             |             |             |                   |                   |        |        |
| 1983–84 Бундеслига  | Кајзерслаутерн      | Бундеслига          | 33   | 3    |             |             |             |             |                   |                   |        |        |
| Италија             | Италија             | Италија             | Лига | Лига | Куп Италије | Куп Италије | Лигашки куп | Лигашки куп | УЕФА              | УЕФА              | Укупно | Укупно |
| 1984–85 Серија А    | Верона              | Серија А            | 27   | 9    |             |             |             |             |                   |                   |        |        |
| 1985–86 Серија А    | Верона              | Серија А            | 28   | 3    |             |             |             |             |                   |                   |        |        |
| 1986–87 Серија А    | Сампдорија          | Серија А            | 24   | 6    |             |             |             |             |                   |                   |        |        |
| 1987–88 Серија А    | Сампдорија          | Серија А            | 27   | 3    |             |             |             |             |                   |                   |        |        |
| Укупно              | Немачка             | Немачка             | 240  | 47   |             |             |             |             |                   |                   |        |        |
| Укупно              | Италија             | Италија             | 106  | 21   |             |             |             |             |                   |                   |        |        |
| Укупно у каријери   | Укупно у каријери   | Укупно у каријери   | 346  | 68   |             |             |             |             |                   |                   |        |        |

### Голови за репрезентацију
| #  | Датум              | Локација  | Противник | Гол | Резултат | Такмичење                                |
| -- | ------------------ | --------- | --------- | --- | -------- | ---------------------------------------- |
| 1. | 19. новембар 1980. | Хановер   | Француска | 2–0 | 4–1      | Пријатељска утакмица                     |
| 2. | 24. мај 1981.      | Лахти     | Финска    | 1–0 | 4–0      | Квалификације за Светско првенство 1982. |
| 3. | 22. мај 1984.      | Цирих     | Италија   | 1–0 | 1–0      | Пријатељска утакмица                     |
| 4. | 12. март 1986.     | Франкфурт | Бразил    | 1–0 | 2–0      | Пријатељска утакмица                     |

## Награде и титуле

### Клубови
Верона
- Серија А: 1984–85 Серија А

Самдорија
- Куп Италије: 1987–88 Куп Италије

### Репрезентација
Западна Немачка
- Европско првенство у фудбалу: 1980.[3]

### Индивидуалне
- Магазин Кикер Најбољи тим Бундеслиге у сезонама: 1979–80, 1980–81, 1981–82, 1982–83[4][5][6][7]
- Најбољи тим УЕФРА ЕУРО 1980: 1980
- Фудбалер године у Немачкој: 1985